# Alonzo Levister

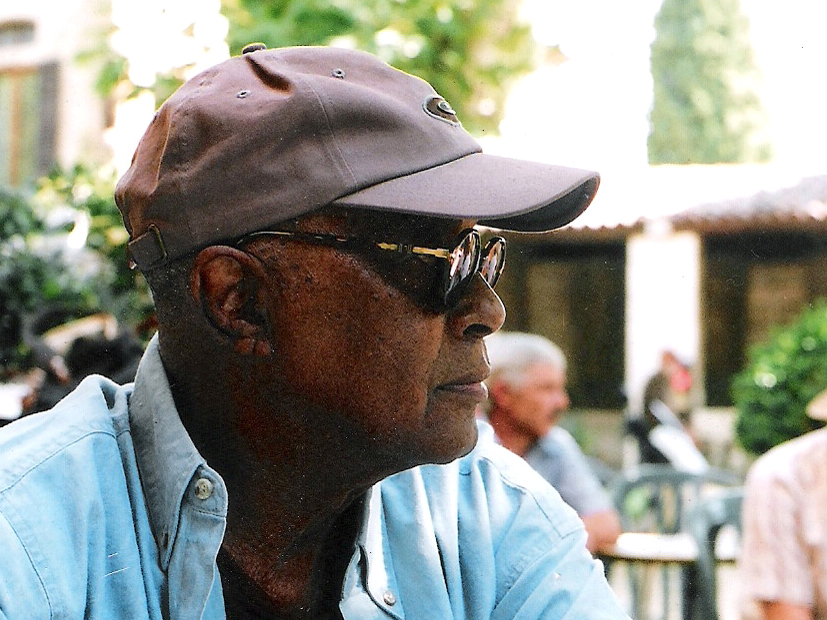
Alonzo Levister in 2007

Alonzo Hamilton Levister (Greenwich (Connecticut), 1 de novembro de 1925 - Alcobaça, Portugal, 6 de dezembro de 2016) foi um compositor, arranjador, produtor musical e pianista jazz de Terceira Corrente.

## Vida e obra
Alonzo Levister cresceu em Harlem, Nova Iorque, e começou os seus estudos musicas na idade tardia dos 21 anos no Conservatório de Boston em 1946. Em 1949 foi para Paris, tendo sido aceite como estudante particular de Nadia Boulanger. No seguimento dos seus estudos em Paris, foi estudante na Escola Juilliard (1951).
No início da década de 50, escreveu música para diversas companhias de dança e coreógrafos como Katherine Dunham e Donald McKayle. Em 1955 trabalhou com Charles Mingus e a sua empresa Debut Records, fazendo arranjos para artistas como Don Senay em The Edge of Love, Fanny e Makin' Whoopee, ou Ada Moore em A Lass From The Low Country.
A sua suite Manhattan Monodrama surgiu em 1956 também pela Debut Records e teve a participação de Louis Mucci, John LaPorta, e Teddy Charles. Um dos temas é Slow Dance, mais tarde gravado por John Coltrane com Red Garland no album Traneing-In.
Em 1957 escreveu os arranjos o álbum Roots pelos Prestige All-Stars.
Em 1958 compôs um curta ópera de câmara, com tonalidades de jazz, intitulada Blues in the Subway e promovida pelo jornal The Village Voice no Teatro Loew's Sheridan em Nova Iorque.
No início dos anos 60 esteve envolvido na composição de jingles publicitários. Um deles, para o champô Prell, trouxe-lhe em 1961 o Prémio Clio para o melhor tema musical do ano. No mesmo período orquestrou o musical da Broadway Kicks and Co.
Trabalhou também como arranjista e produtor para a Jobete, a editora da Motown Records, e foi compositor e escritor para a Verve Records.
Em 1968 foi um dos escritores do musical da Broadway New Faces of 1968 em que a sua futura esposa de 50 anos, Gloria Bleezarde, fazia parte do elenco. Retiraram-se para a Nazaré.